# IV. třída okresu Hodonín
IV. třída okresu Hodonín tvořila společně s ostatními skupinami čtvrté třídy nejnižší (desátou nejvyšší) fotbalovou soutěž v České republice. Byla řízena Okresním fotbalovým svazem Hodonín. Hrála se každý rok od léta do jara se zimní přestávkou, počet účastníků nebyl stálý. Zanikla po sezoně 2015/16. Vítěz postupoval do III. třídy okresu Hodonín. Ze soutěže se  již nikam nesestupovalo. 

## Vítězové

### IV. třída okresu Hodonín skupina A
| Ročník    | Vítězný tým              |
| --------- | ------------------------ |
| 2003/2004 | Zemas Hovorany „B“       |
| 2004/2005 | TJ Slavoj Moravany       |
| 2005/2006 | FK Baník Dubňany „B“     |
| 2006/2007 | TJ Sokol Želetice        |
| 2007/2008 | TJ FK Sokol Lovčice      |
| 2008/2009 | FK Baník Ratíškovice „B“ |
| 2009/2010 | FK Šardice „B“           |
| 2010/2011 | TJ Družba Bukovany       |
| 2011/2012 | Sokol Bohuslavice        |
| 2012/2013 | TJ Baník Mikulčice „B“   |
| 2013/2014 | 1. FC Čejkovice          |
| 2014/2015 | TJ Sokol Věteřov         |
| 2015/2016 | TJ Sokol Vřesovice       |
| 2016/2017 | soutěž zrušena           |

### IV. třída okresu Hodonín skupina B
| Ročník    | Vítězný tým           |
| --------- | --------------------- |
| 2003/2004 | TJ Sokol Těmice       |
| 2004/2005 | TJ Sokol Radějov      |
| 2005/2006 | FC Nesyt Hodonín      |
| 2006/2007 | Soutěž se nehrála.    |
| 2007/08   | Soutěž se nehrála.    |
| 2008/09   | Soutěž se nehrála.    |
| 2009/10   | Soutěž se nehrála.    |
| 2010/11   | Soutěž se nehrála.    |
| 2011/12   | Soutěž se nehrála.    |
| 2012/13   | Soutěž se nehrála.    |
| 2013/2014 | FK Suchov             |
| 2014/2015 | TJ Slavoj Rohatec „B“ |
| 2015/2016 | SK Sudoměřice         |
| 2016/2017 | soutěž zrušena        |